# Quaestio de aqua et terra
La Quaestio de aqua et terra (Qüestió sobre l'aigua i la terra) és una obra en llatí de Dante Alighieri, text escrit basat en una conferència pronunciada per Dante a Verona, a l'església de Sant'Elena, el 20 de gener de 1320. La primera edició impresa va ser a Venècia el 1508, obra del germà Benedetto Moncetti, que va informar haver trobat l'autògraf de Dante.
Segons l'estructura canònica de la quaestiones medieval, el text de Dante és la determinatio, és a dir, l'última fase escrita de la quaestio, en què el mestre exposa les seves pròpies proves en suport de la tesi prèviament proposada per ell, només de forma oral, i discutides i criticades pel públic, de les quals el mestre refuta aquí les objeccions.
El tema d'aquesta pregunta és sobre "forma […] aque […] et terre": els estudiosos qüestionen les diferències entre la concepció cosmològica relatada a la Quaestio i la trobada en els versos de la Divina Comèdia, un problema comentat llargament sobre l'autenticitat i l'autoria de l'escrit, aquest últim parcialment resolt a partir de la publicació de la  Quaestio , el 1921, dins de l'edició fonamental Obres de Dante, editada per Michele Barbi.
La pregunta era sobre la disposició dels quatre elements fonamentals (aigua, terra, aire i foc), que en aquell moment es creia que estaven ordenats en quatre esferes concèntriques amb la Terra al centre. Antonio Pelacani va ser un dels exponents d'un corrent de pensament minoritari segons el qual l'aigua i la terra ocuparien una única esfera comuna, dins de la qual l'aigua ompliria les parts buides de la terra, complementant-se entre elles.